# Костюмированный бал 1903 года

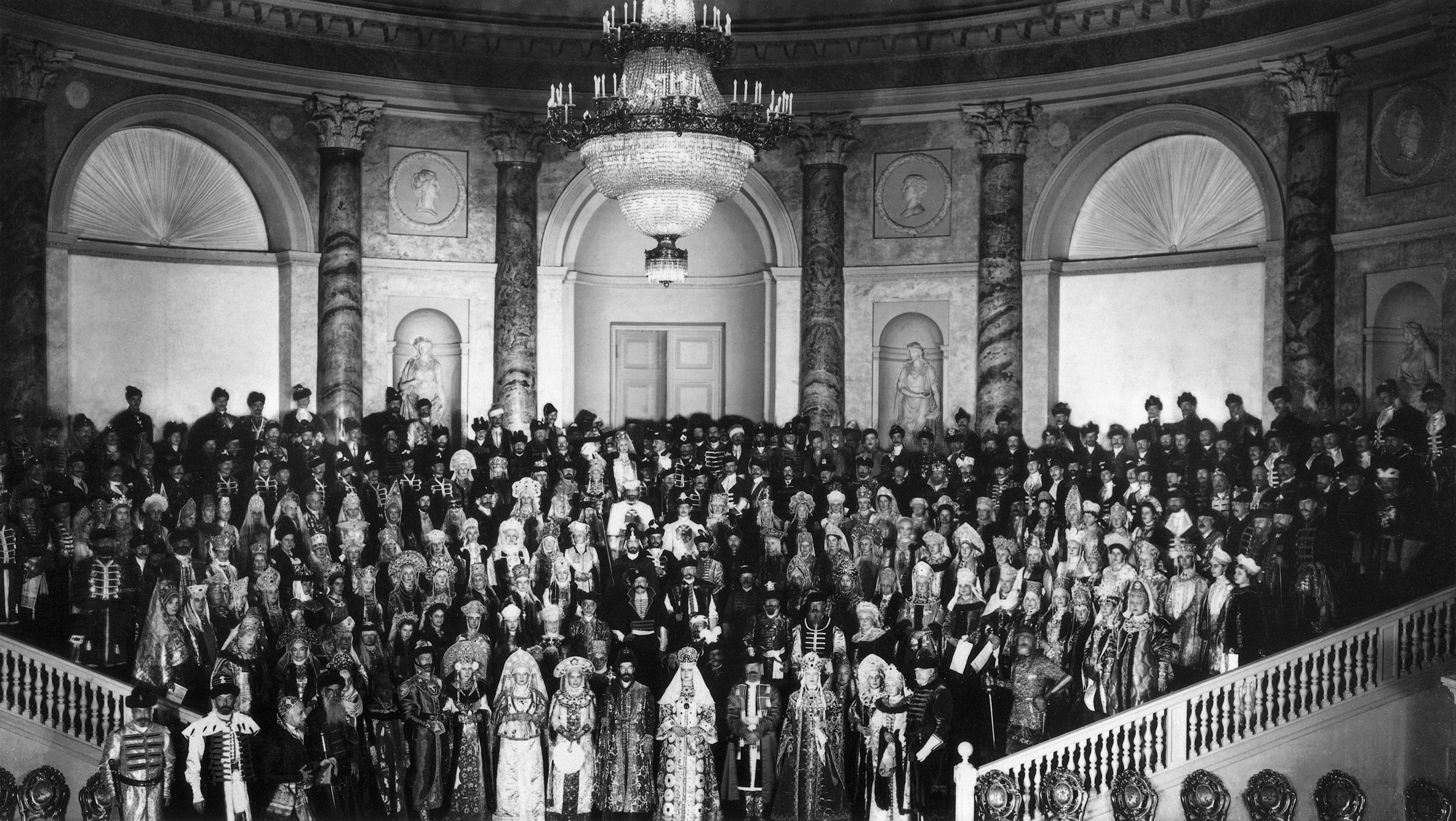
Все участники костюмированного придворного бала-маскарада, 1903

Костюмированный бал, состоявшийся в Зимнем дворце 11 (24) февраля и 13 (26) февраля 1903 года — маскарад, во время которого вся знать Российской империи присутствовала в костюмах «допетровского времени». Эти костюмы дошли до нашего времени запечатленными в фотографиях, которые являются ценным историческим источником. До настоящего времени этот бал остается самым известным праздником в Санкт-Петербурге времени царствования Николая II. В некоторых источниках назван последним балом в Зимнем дворце, что является ошибкой (последний бал в нём был дан в январе 1904 года).

## Хронология

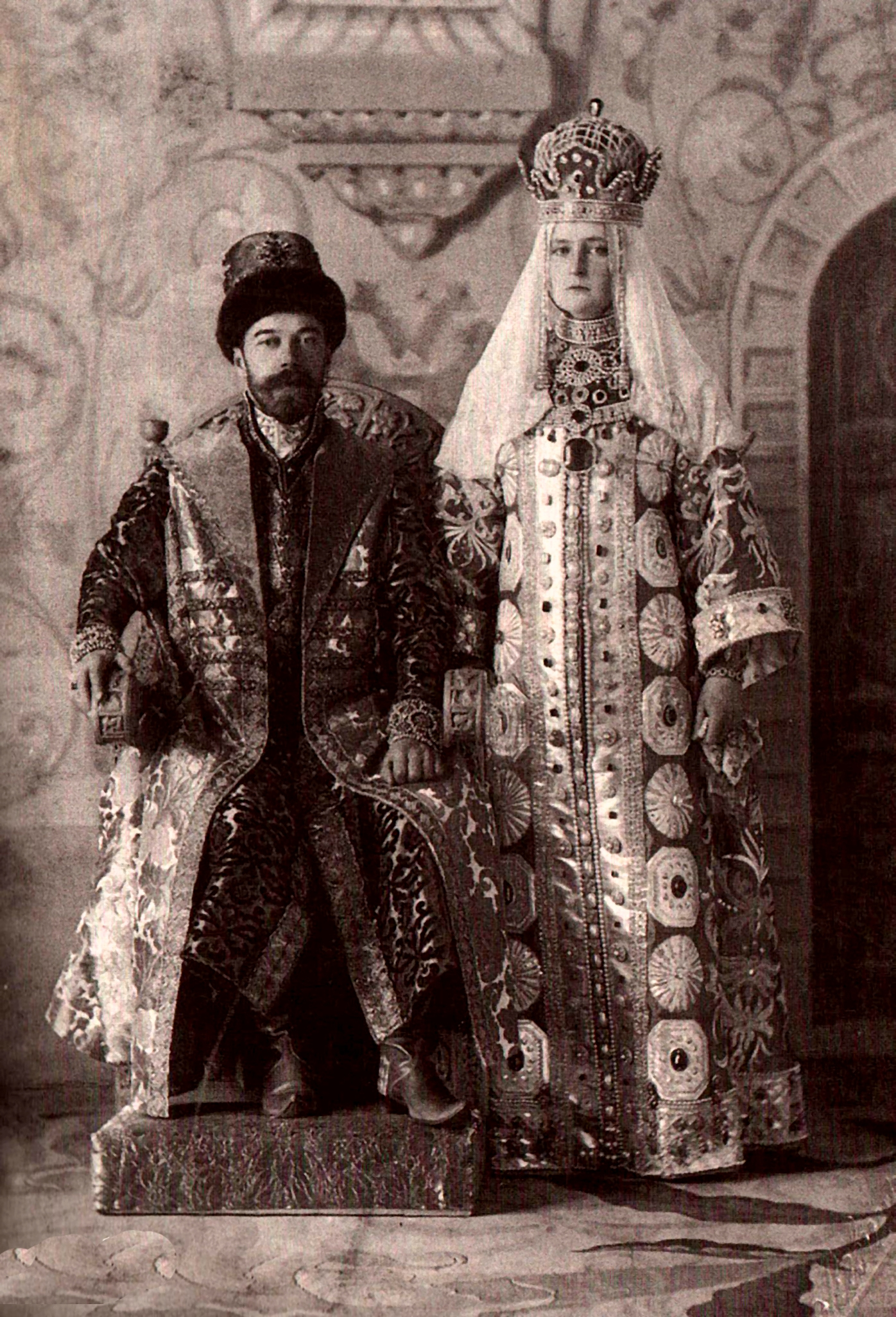
Николай II и Александра Фёдоровна

Идея провести костюмированный бал родилась у императрицы Александры Фёдоровны перед новым 1903-м годом.
Бал, приуроченный к 290-летию дома Романовых, состоялся по окончании Рождественского поста и проходил в два этапа: 11 (24) февраля 1903 года состоялся Вечер, а 13 (26) февраля непосредственно сам Костюмированный бал.
11 (24) февраля гости собирались в Романовской галерее Зимнего дворца, затем, шествуя попарно, приветствовали императорскую семью, совершив так называемый «русский поклон». Следом состоялся концерт в Эрмитажном театре, со сценами из оперы Мусоргского «Борис Годунов» (исполняли Фёдор Шаляпин и Медея Фигнер), из балетов Минкуса «Баядерка» и Чайковского «Лебединое озеро» в постановке Мариуса Петипа (при участии Анны Павловой). После спектакля в Павильонном зале танцевали «Русскую». За ним последовал праздничный ужин, проходивший в Испанском, Итальянском и Фламандском залах Эрмитажа. Завершился вечер танцами.
13 (26) февраля 1903 года состоялась вторая (основная) часть бала. Все участники нарядились в костюмы эпохи царя Алексея Михайловича. Так, например Николай II был одет в костюм царя («выходное платье царя Алексея Михайловича»: кафтан и опашень золотой парчи, царская шапка и жезл — ныне хранится в Оружейной палате), а императрица Александра Фёдоровна — в костюм царицы Марии Ильиничны. Придворные дамы были одеты в сарафаны и кокошники, а кавалеры появились в костюмах стрельцов или сокольничих. Среди 390 гостей присутствовали назначенные императрицей 65 «танцующих офицеров», также в одежде стрельцов или сокольничьих XVII века.
Самым зрелищным развлечением в старом московском стиле был костюмированный бал в феврале 1903 г. Николай рассматривал его не как обычный маскарад, но как первый шаг к восстановлению обрядов и костюмов московского двора. Придворные получили указание явиться на бал в одеждах XVII в. «Очень красиво выглядела зала, наполненная древними русскими людьми»,— записал Николай в своём дневнике.
Впечатление получилось сказочное, — писал очевидец события, — от массы старинных национальных костюмов, богато украшенных редкими мехами, великолепными бриллиантами, жемчугами и самоцветными камнями, по большей части в старинных оправах. В этот день фамильные драгоценности появились в таком изобилии, которое превосходило всякие ожидания.

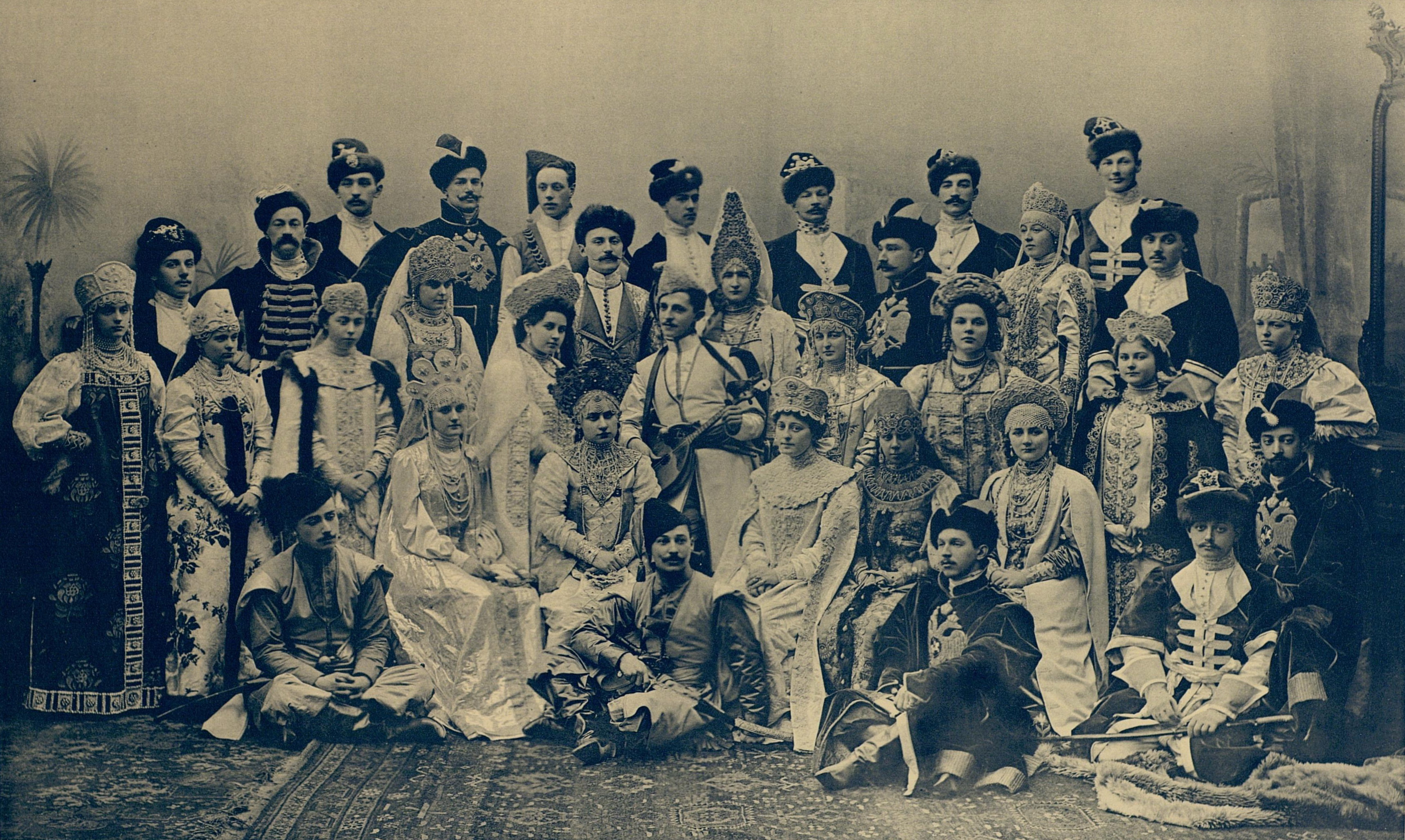
Гости бала

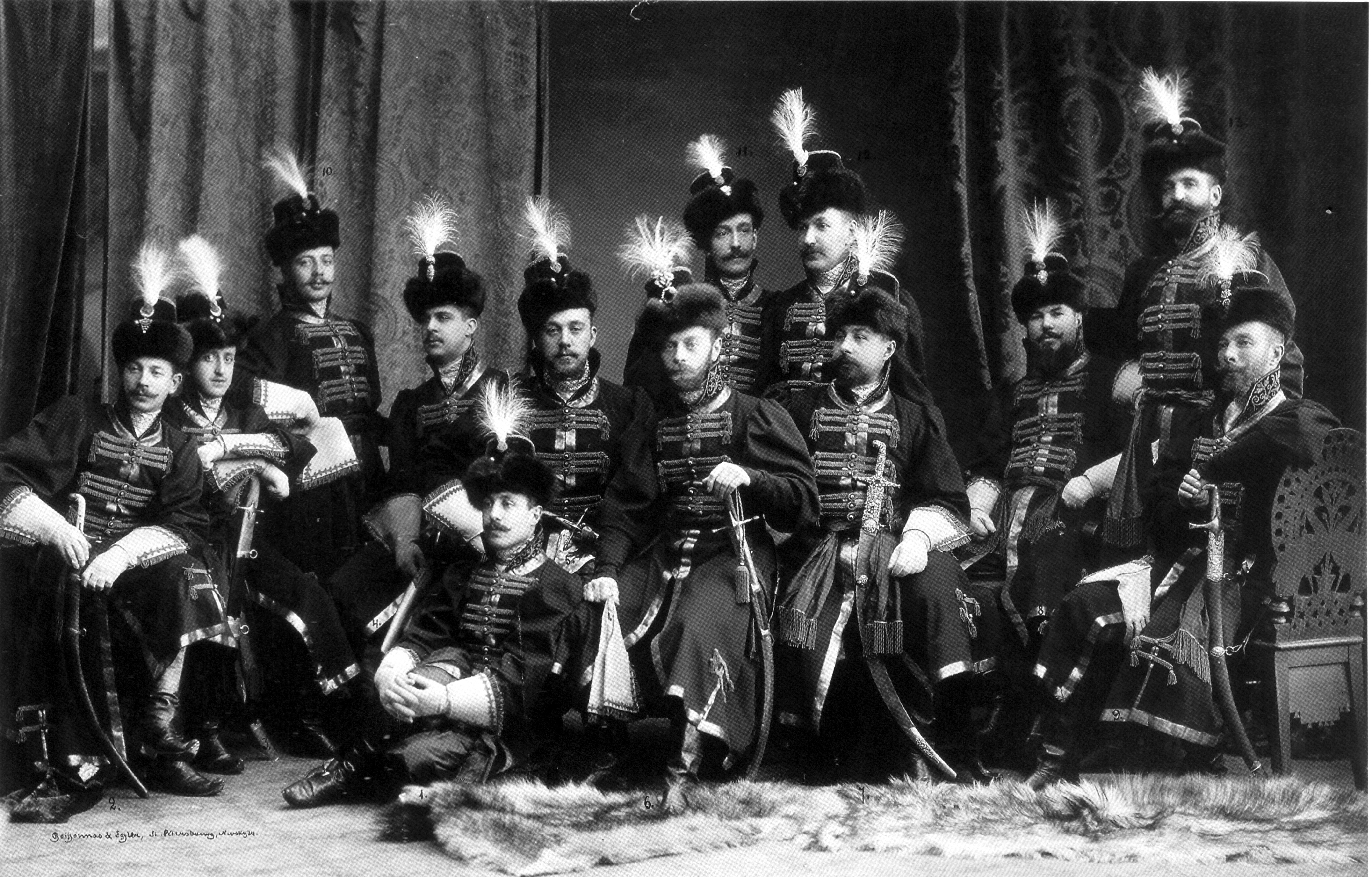
Офицеры Преображенского лейб-гвардии полка

Танцы проходили в Концертном зале Эрмитажа (придворный оркестр также был одет в древнерусские костюмы), и продолжались до часа ночи. Общие вальсы, кадрили и мазурки начались после исполнения специально подготовленных трёх танцев: русского, хоровода и плясовой под руководством главного режиссёра балетной труппы Аистова и танцовщика Кшесинского. В «русском» участвовали 20 пар, и солировали великая княгиня Елизавета Фёдоровна и княгиня Зинаида Юсупова. (Балу предшествовала генеральная репетиция 10 (23) февраля 1903 года). Ужин сопровождался знаменитым Архангельским хором.
После окончания по пожеланию императрицы участники были запечатлены лучшими фотографами Санкт-Петербурга (в снимках «Боассонна и Эгглера», «Рейссерт и Фличе», «Левицкий и сын», «К. Е. фон Ганн и Ко», Д. Асикритова, А. Ясвоина, Л. Городецкого и Е. Мразовской, Д. Здобнова, Ив. Войно-Оранского, Ренца и Ф. Шрадера, и других), которые создали в марте 1903 года одиночные портреты и групповые фотографии участников. В 1904 году по заказу Императорского двора в Экспедиции заготовления государственных бумаг был выпущен специальный подарочный «Альбом костюмированного бала в Зимнем дворце», содержавший 21 гелиогравюры и 174 фототипий. Экземпляры распространялись за определённую плату с благотворительной целью в первую очередь среди участников бала.
Также, в этих же костюмах некоторые гости появились на балу во дворце Шереметева, который состоялся 14 (27) февраля того же года.
Кроме того, подобный бал à la russe имел место 20 годами ранее, 25 января (6 февраля) 1883 года во дворце Владимира Александровича и Марии Павловны; и 1894 году во дворце Шереметевых.

## Костюмы
Костюмы для бала создавались заранее и, в основном, по специальным эскизам художника Сергея Соломко с привлечением консультантов, и стоили целые состояния. Современники также отмечают огромное количество драгоценностей, которыми были осыпаны гости.
Царь Николай II был одет в костюм царя Алексея Михайловича с подлинным царским жезлом. Эскиз костюма для царя был разработан директором Императорского Эрмитажа Иваном Александровичем Всеволожским и художником императорских театров Евгением Петровичем Пономаревым. Ткани (бархат и золотая парча) для «Малого царского наряда» были заказаны у поставщика высочайшего двора — братьев Сапожниковых, а шил наряд театральный костюмер императорских театров И. О. Каффи.
Дворцовый комендант, генерал-майор свиты, Владимир Николаевич Воейков оставил воспоминание о бале: «Впечатление получилось сказочное — от массы старинных национальных костюмов, богато украшенных редкими мехами, великолепными бриллиантами, жемчугами и самоцветными камнями, по большей части в старинных оправах. В этот день фамильные драгоценности появились в таком изобилии, которое превосходило всякие ожидания».
После бал-маскарада в Санкт-Петербурге начался так называемый «русский бум», повысился интерес к национальным русским традициям в высшем обществе России.
На основе костюмов в 1911 году на немецкой фабрике «Дондорф» были сделаны эскизы игральных карт серии «Русский стиль» — с персонажами в костюмах участников бала (кроме пикового короля, сделанного по одежде царя Ивана IV Грозного). Позже, колоды карт были отпечатаны в Санкт-Петербурге на Александровской мануфактуре в 1913 году к празднованию трёхсотлетия дома Романовых.

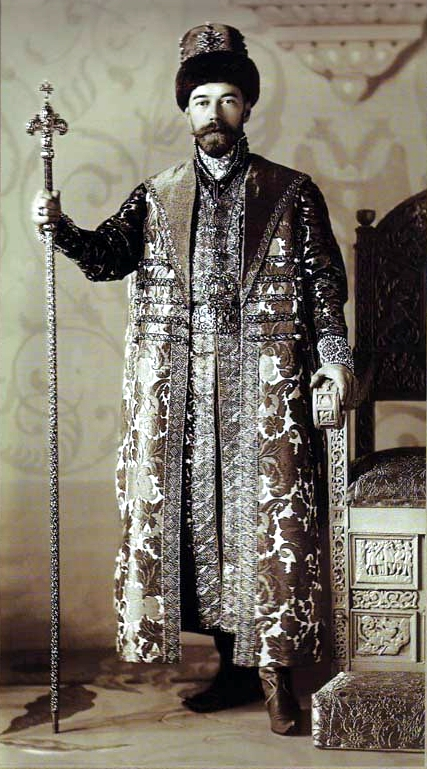
Николай II в костюме царя Алексея Михайловича
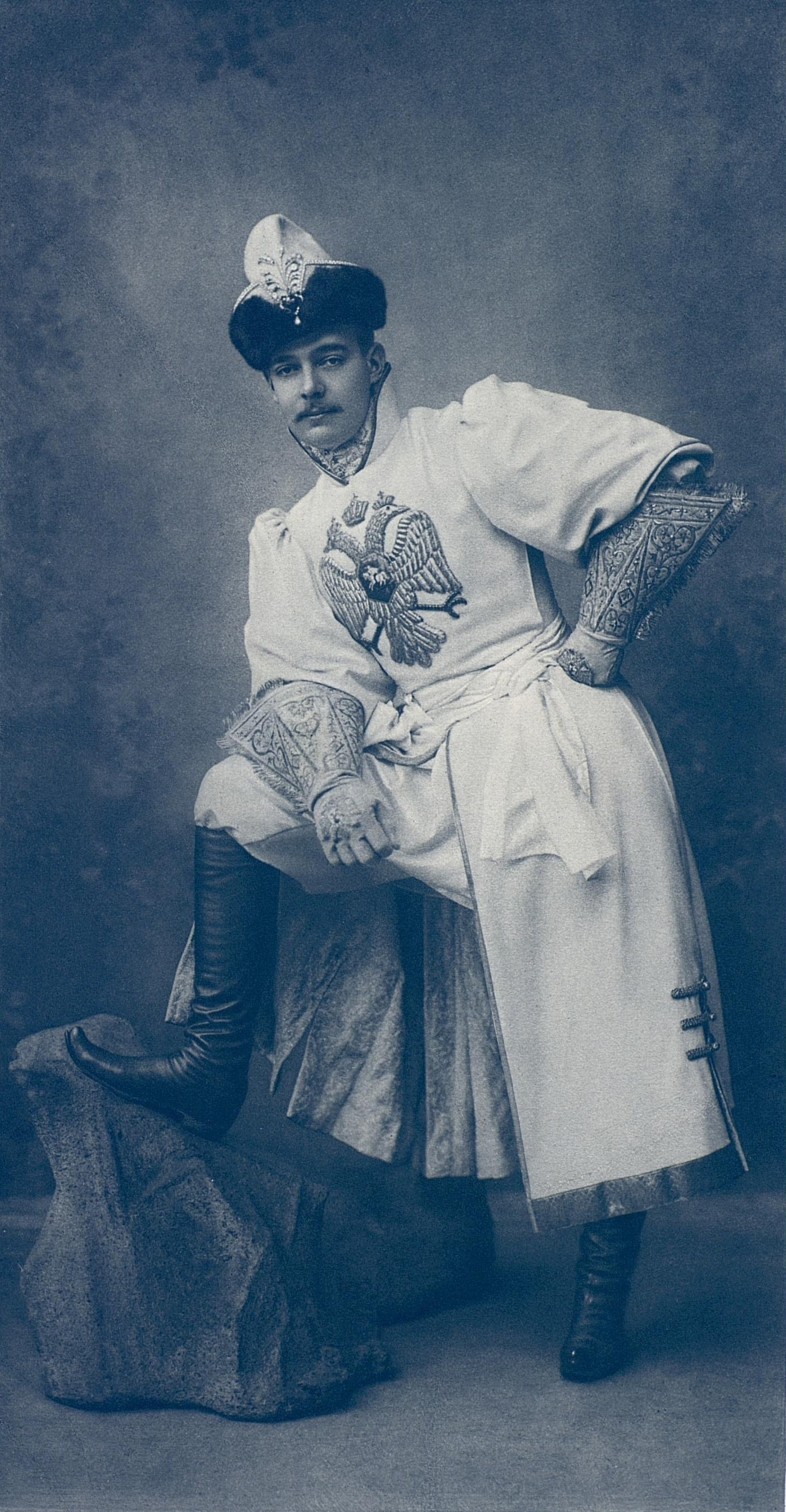
Вел. кн. Андрей Владимирович как сокольничий
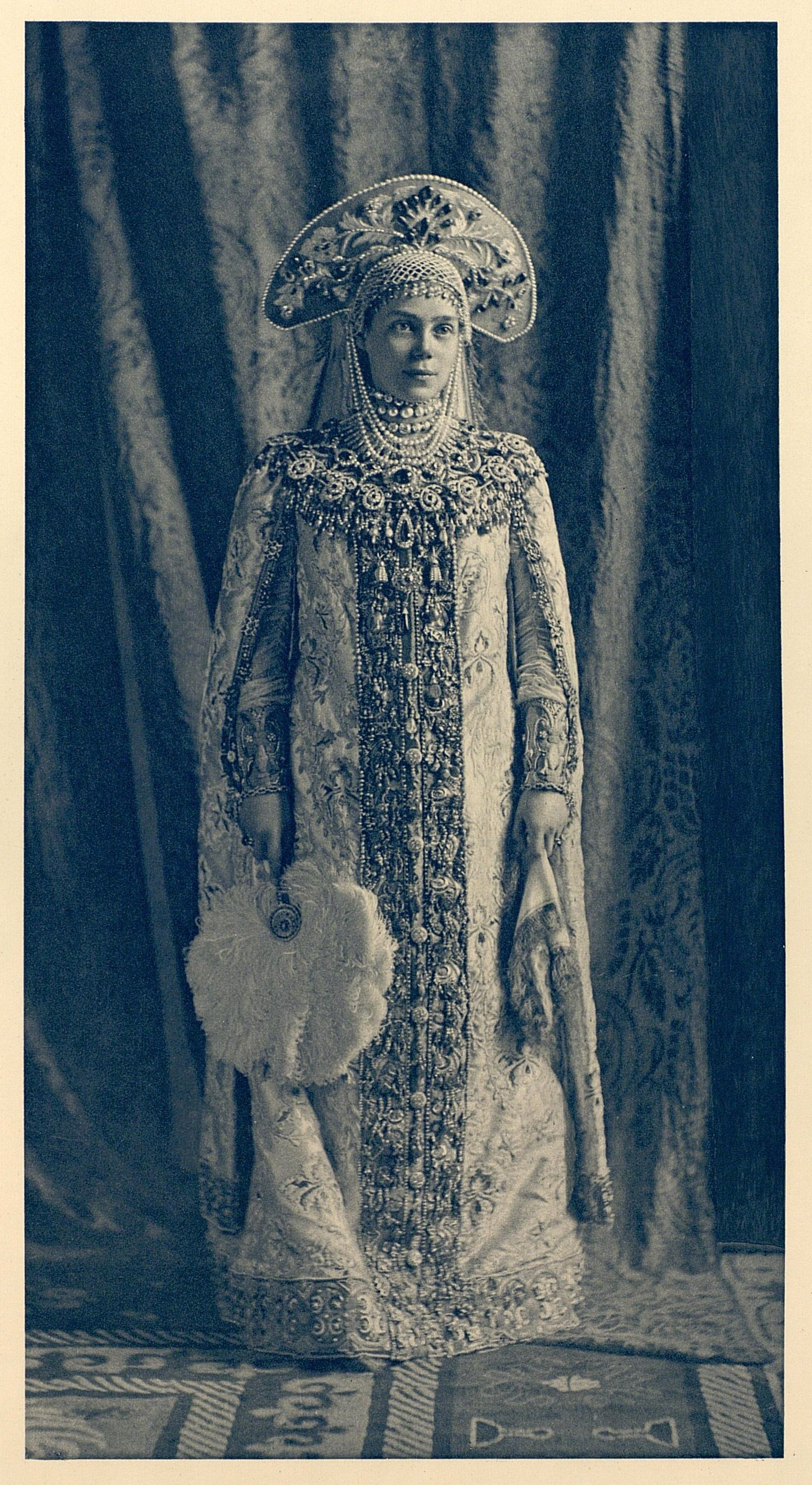
Вел. кн. Ксения Александровна, сестра царя
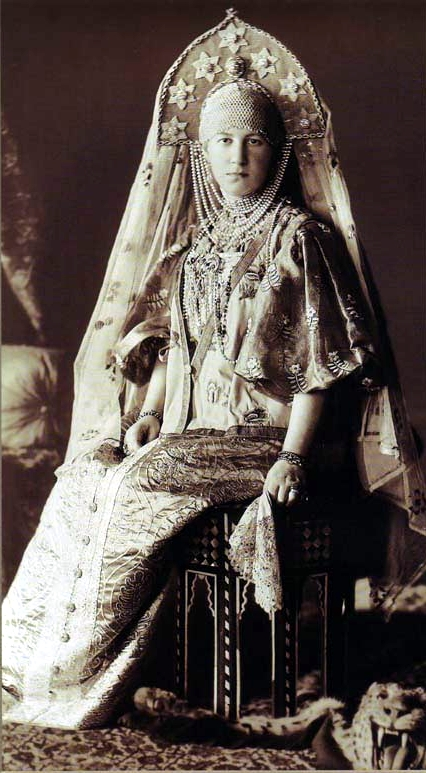
Вел. кн. Мария Георгиевна
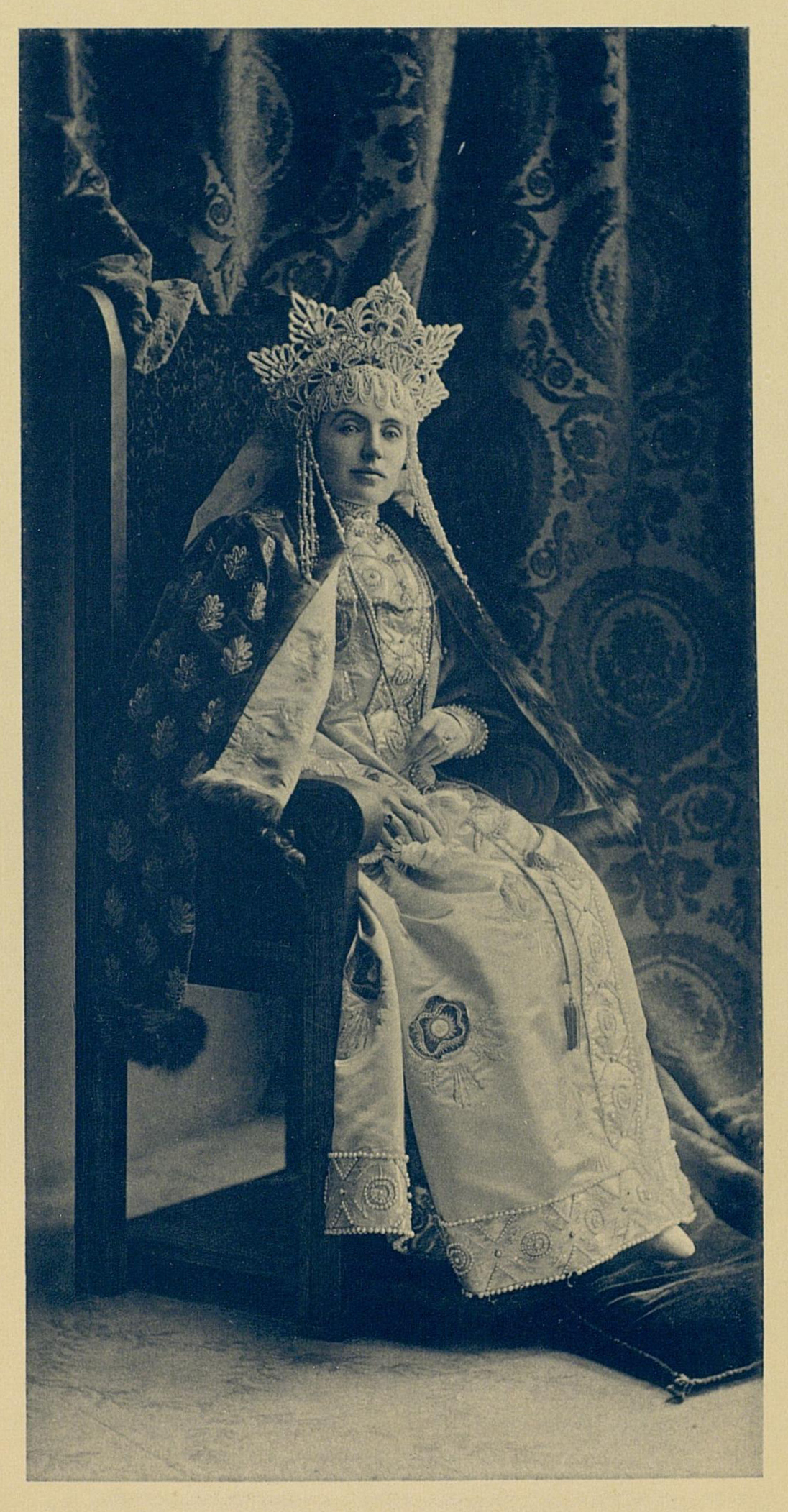
Баронесса Эмма Фредерикс
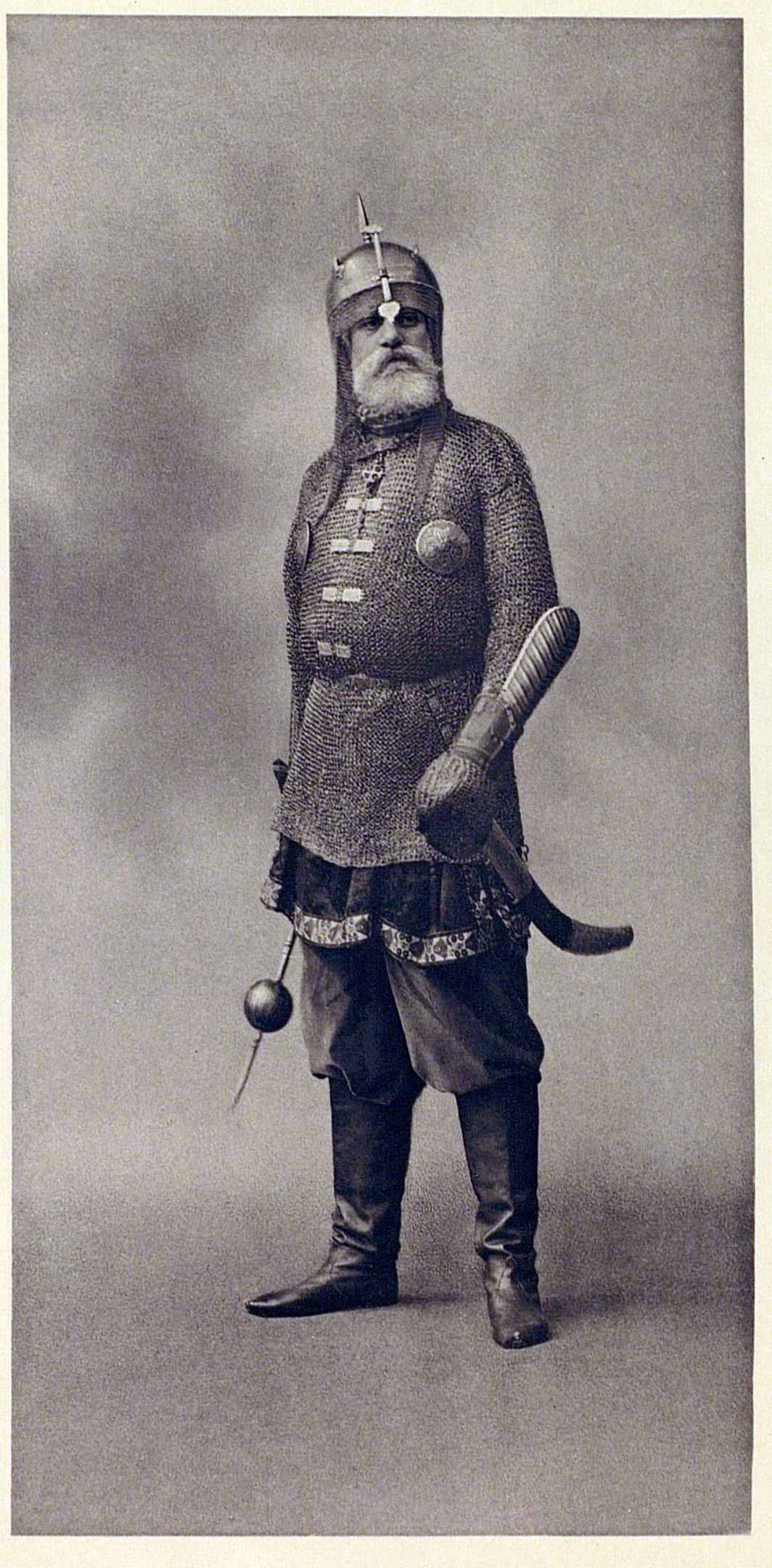
Генерал Ф. Е. Мейендорф
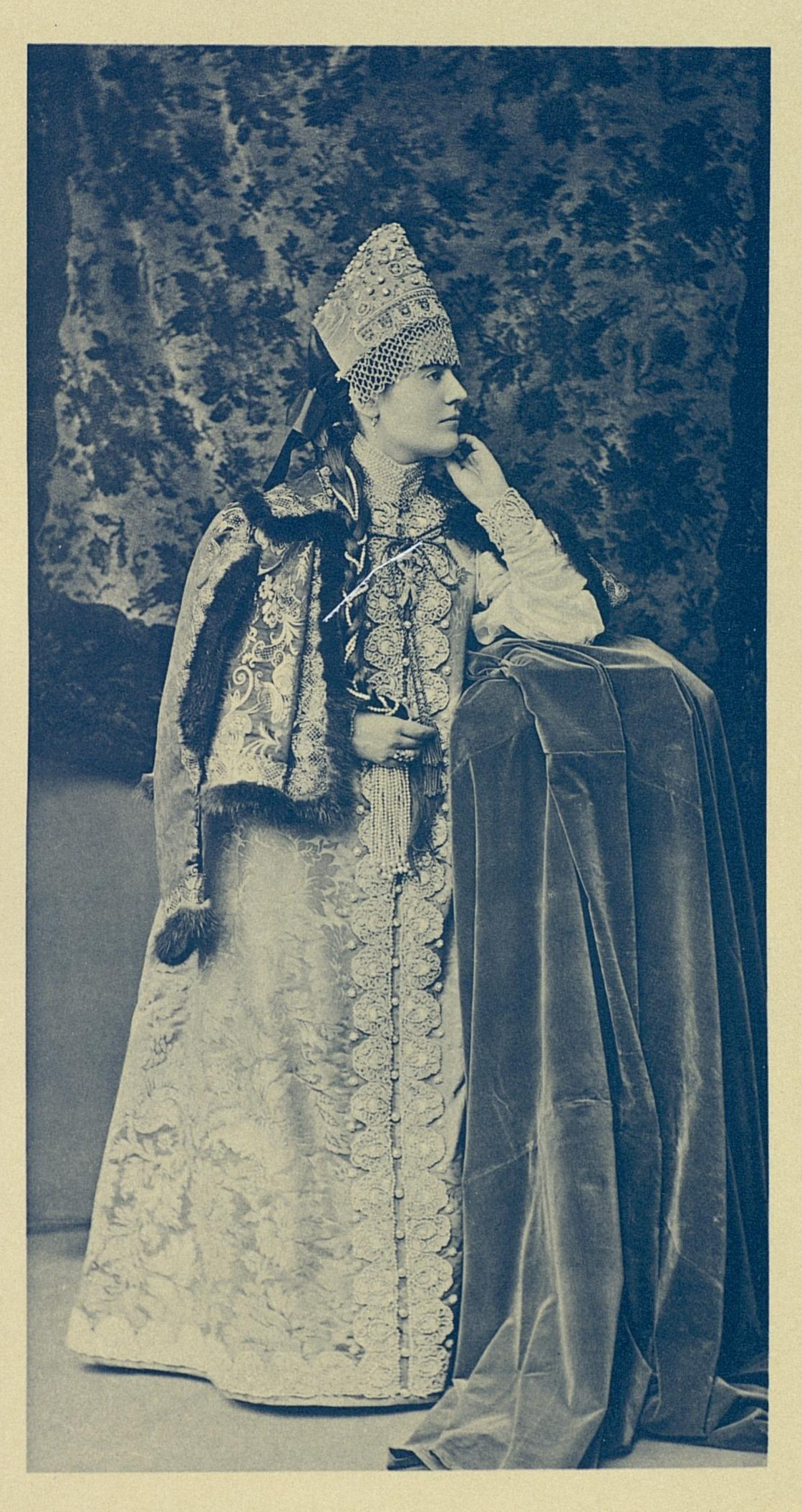
Мария Николаевна Воейкова
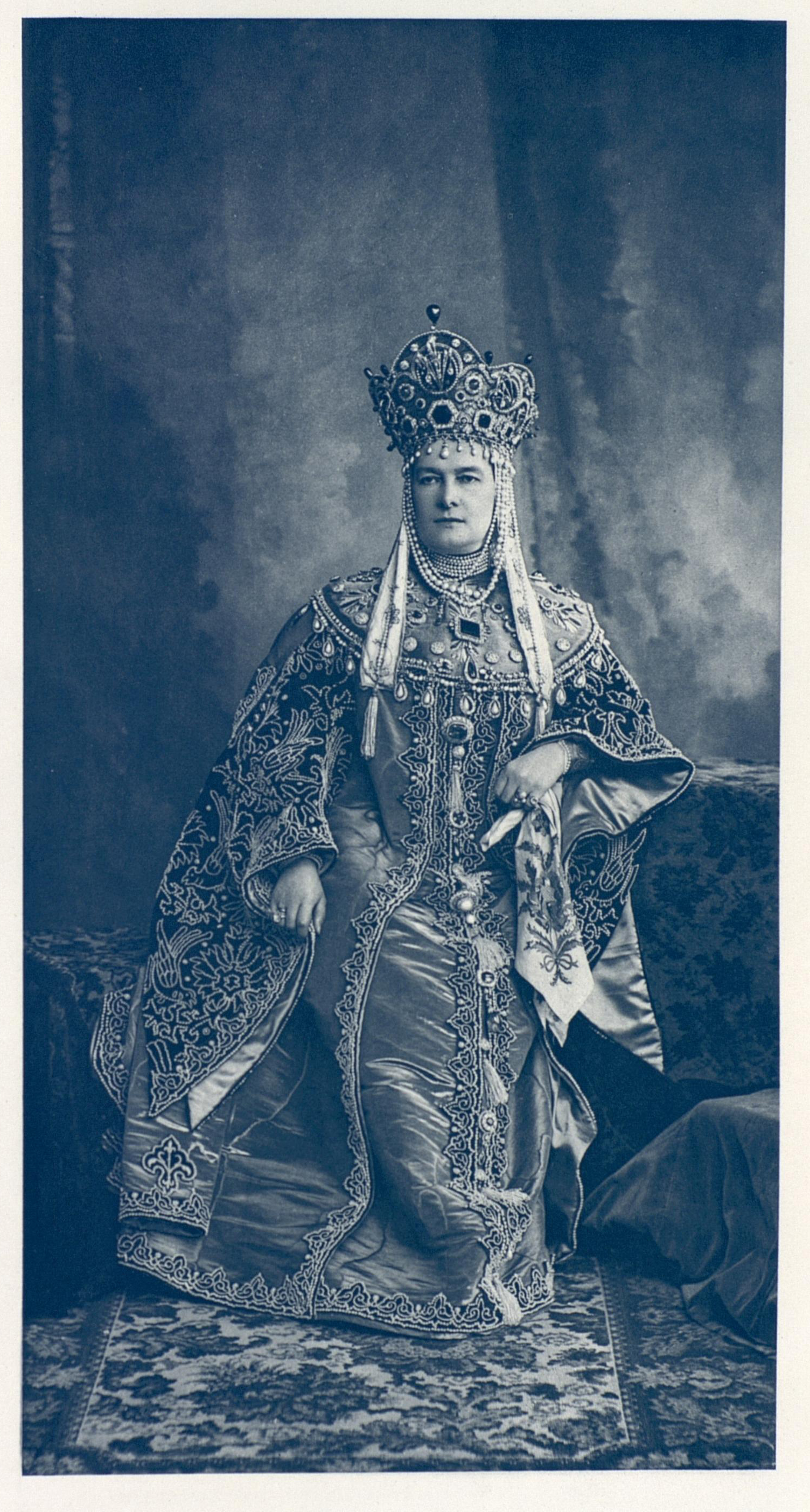
Вел. кн. Мария Павловна, герцогиня Мекленбург-Шверинская
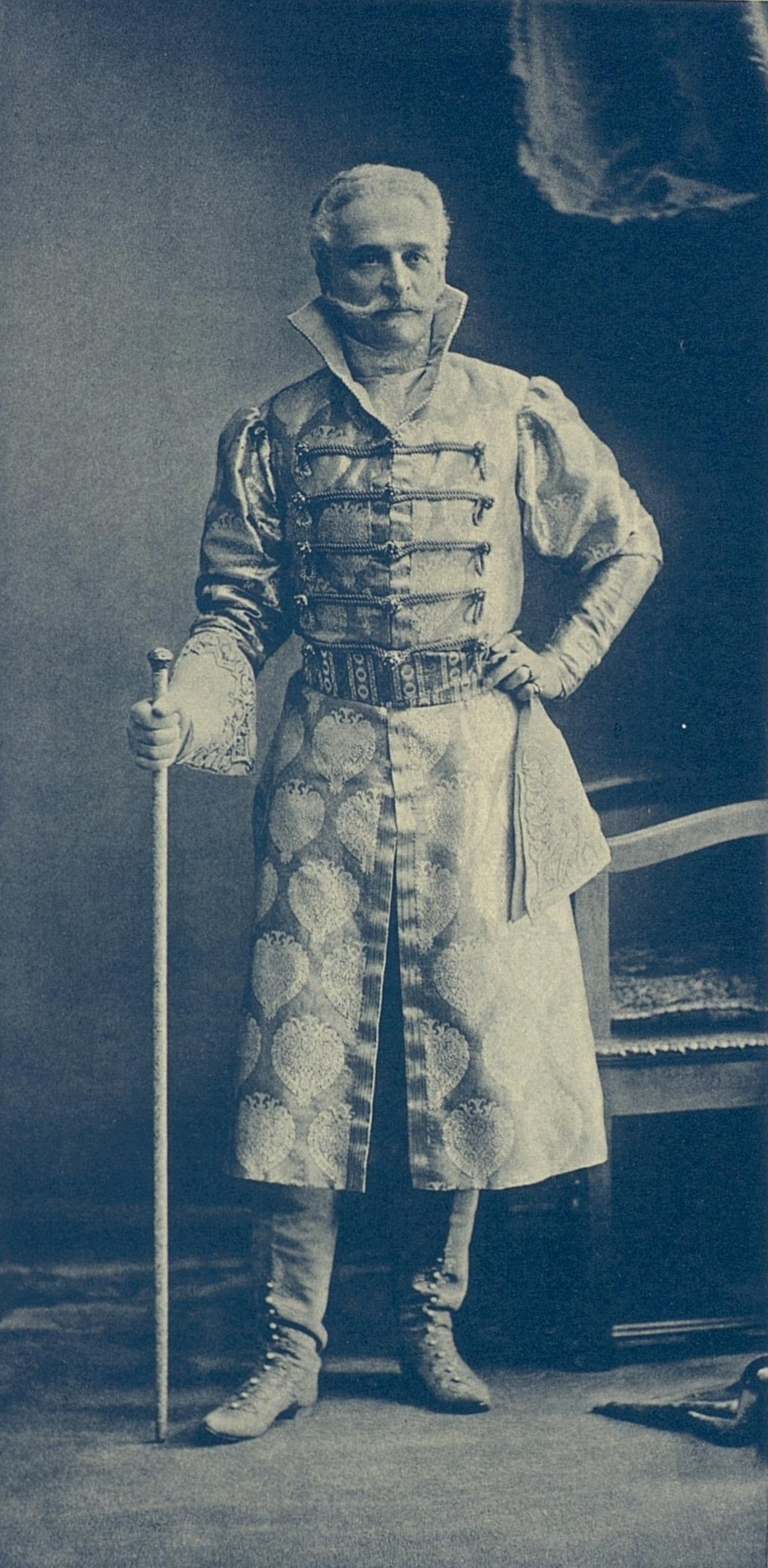
Константин Александрович Горчаков
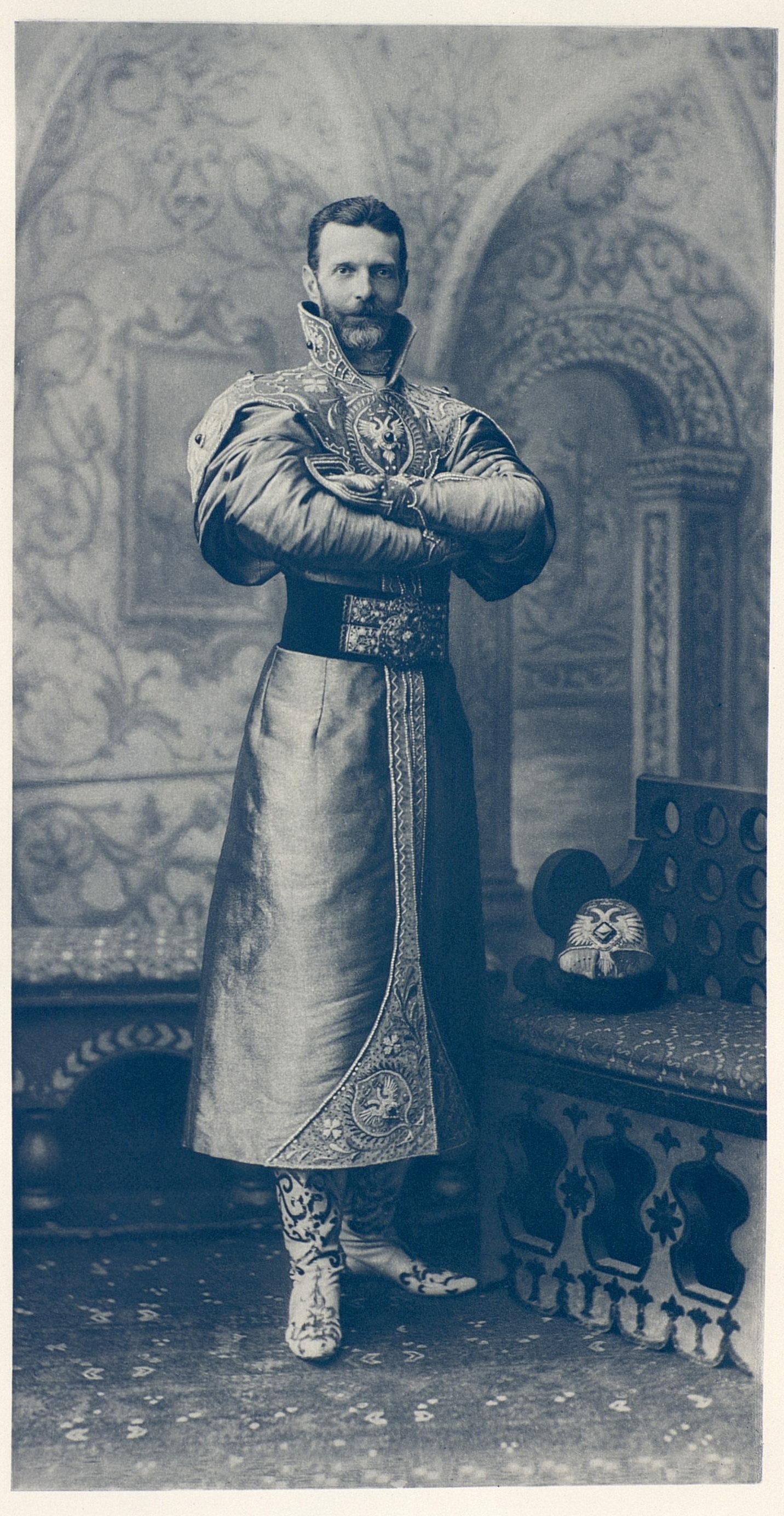
Вел. кн. Сергей Александрович
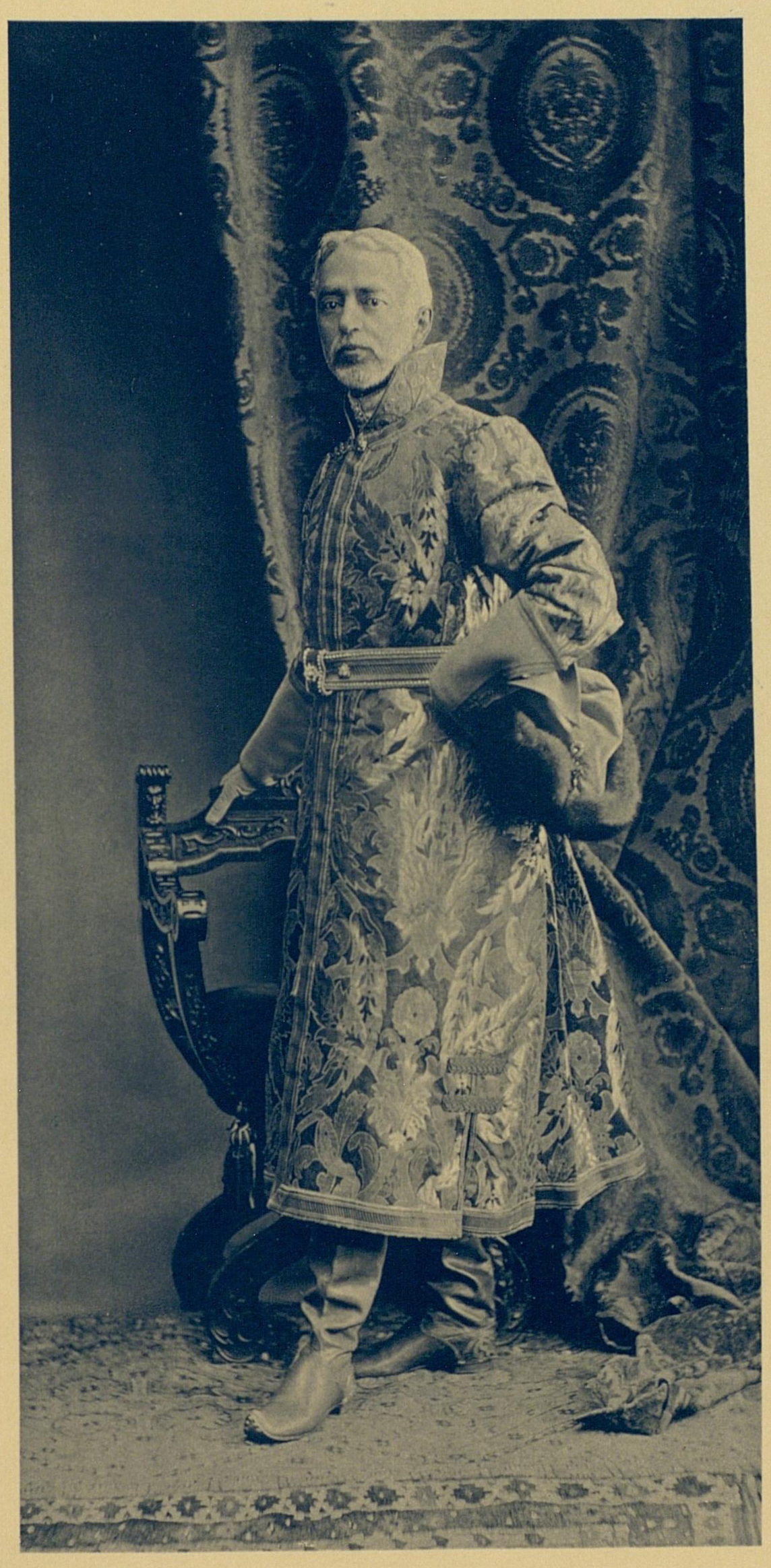
Обер-гофмейстер Шервашидзе, Георгий Дмитриевич
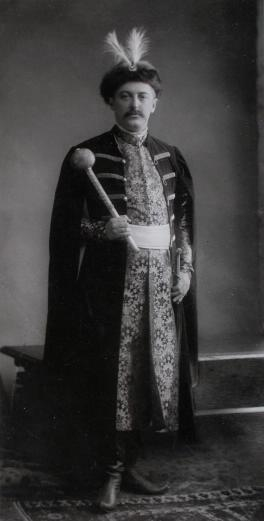
Генерал, князь Кочубей, Виктор Сергеевич
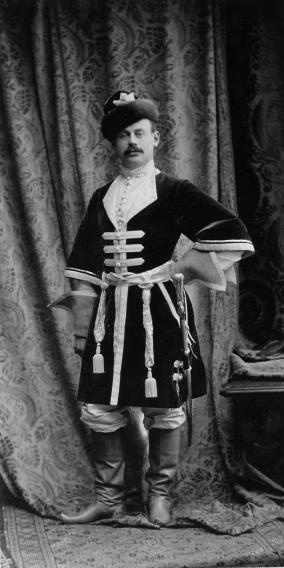
Ротмистр гвардии Воейков, Владимир Николаевич
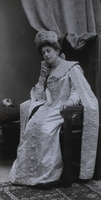
Графиня Зарнекау, Екатерина Константиновна
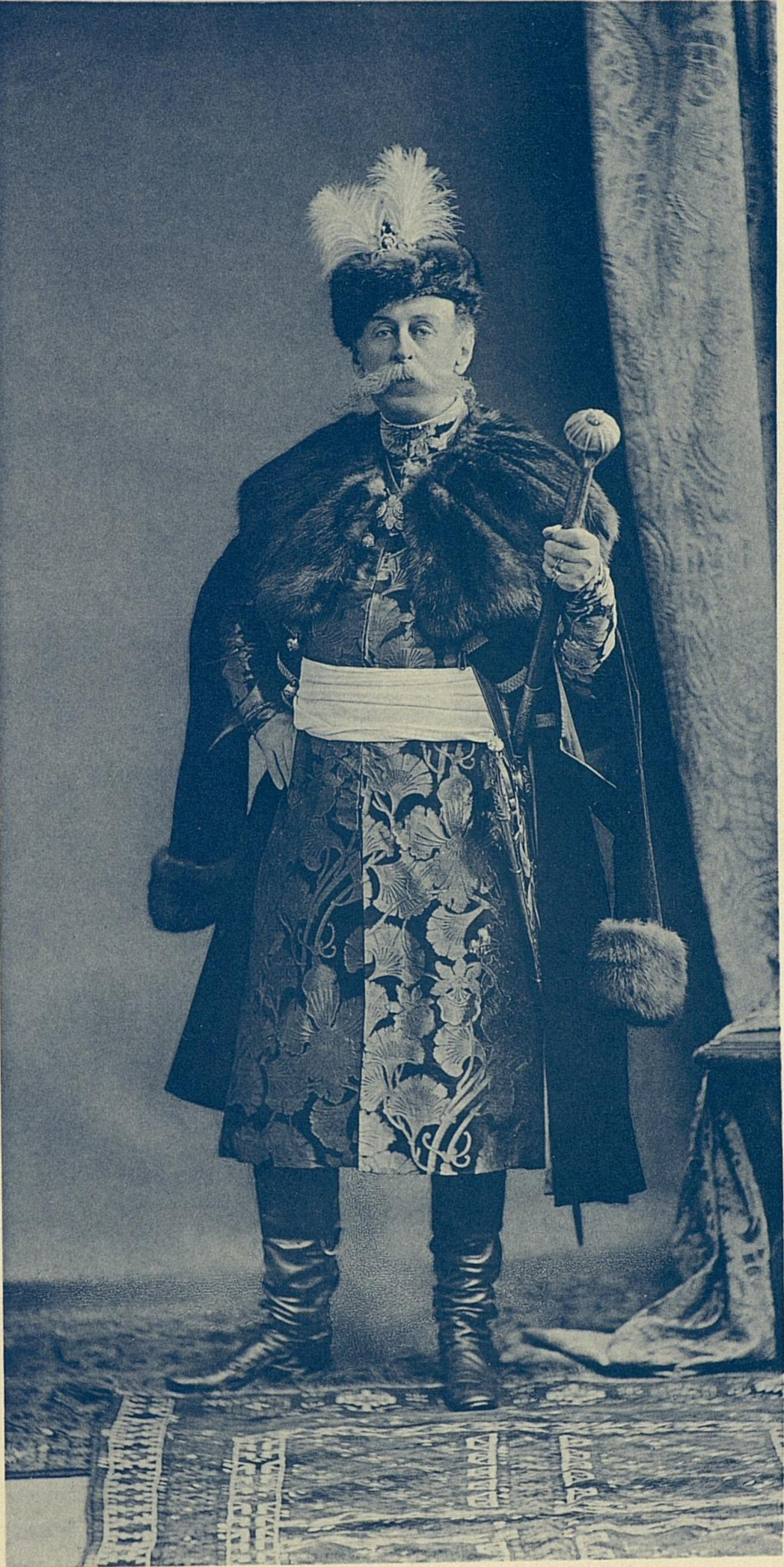
Министр императорского двора барон Фредерикс, Владимир Борисович
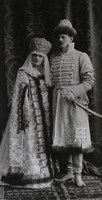
А. А. Беляев со своей супругой
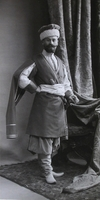
Офицер Конно-гренадерского полка Виднэс, Борис Андреевич
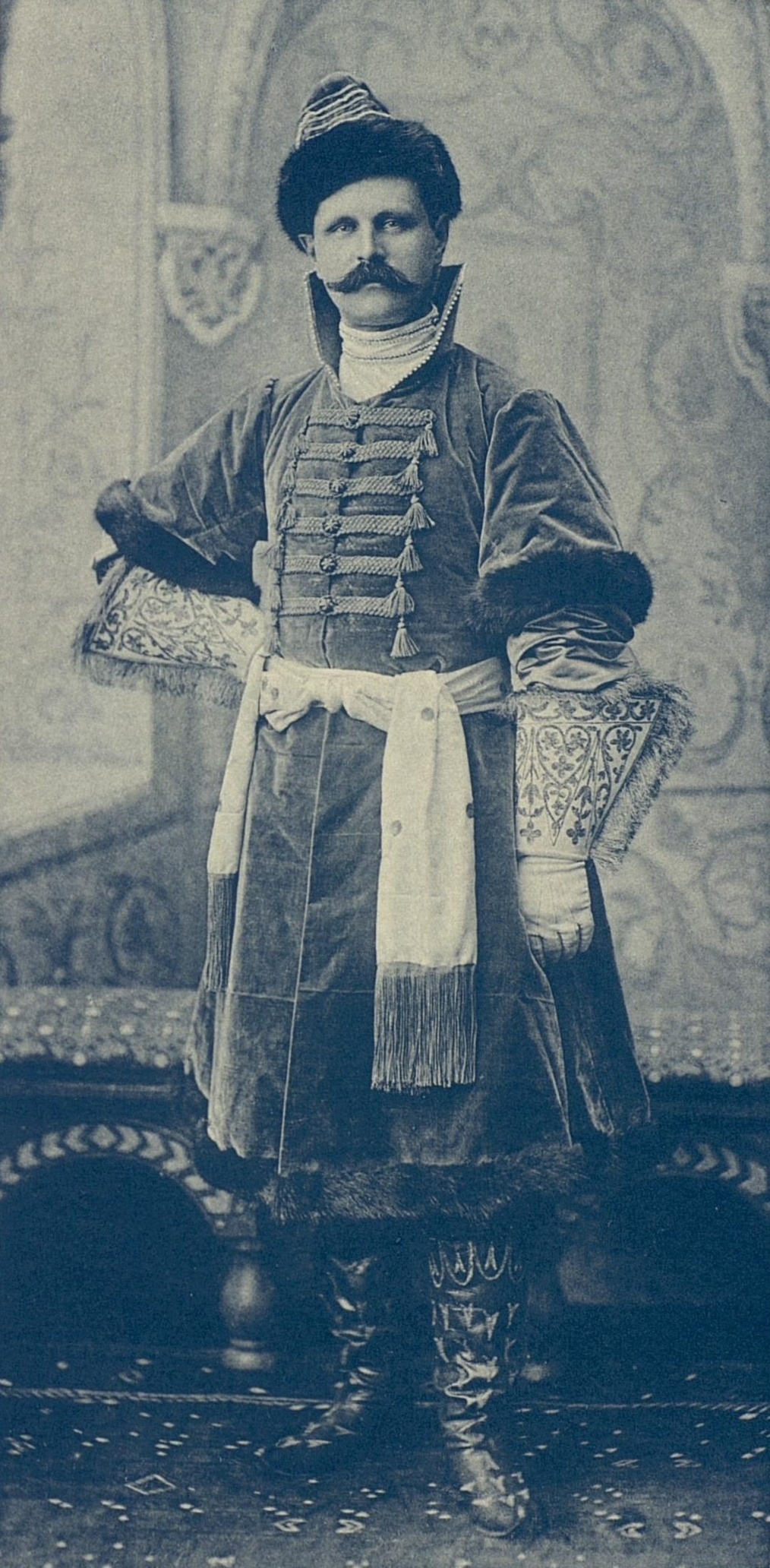
Адъютант Владимир Федорович Джунковский
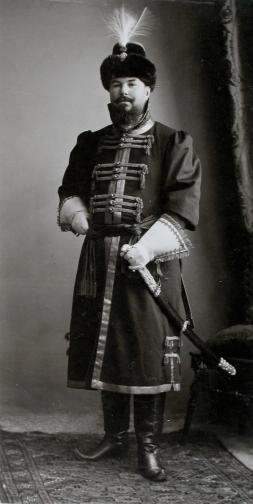
Офицер Преображенского полка Навроцкий, Сергей Сергеевич
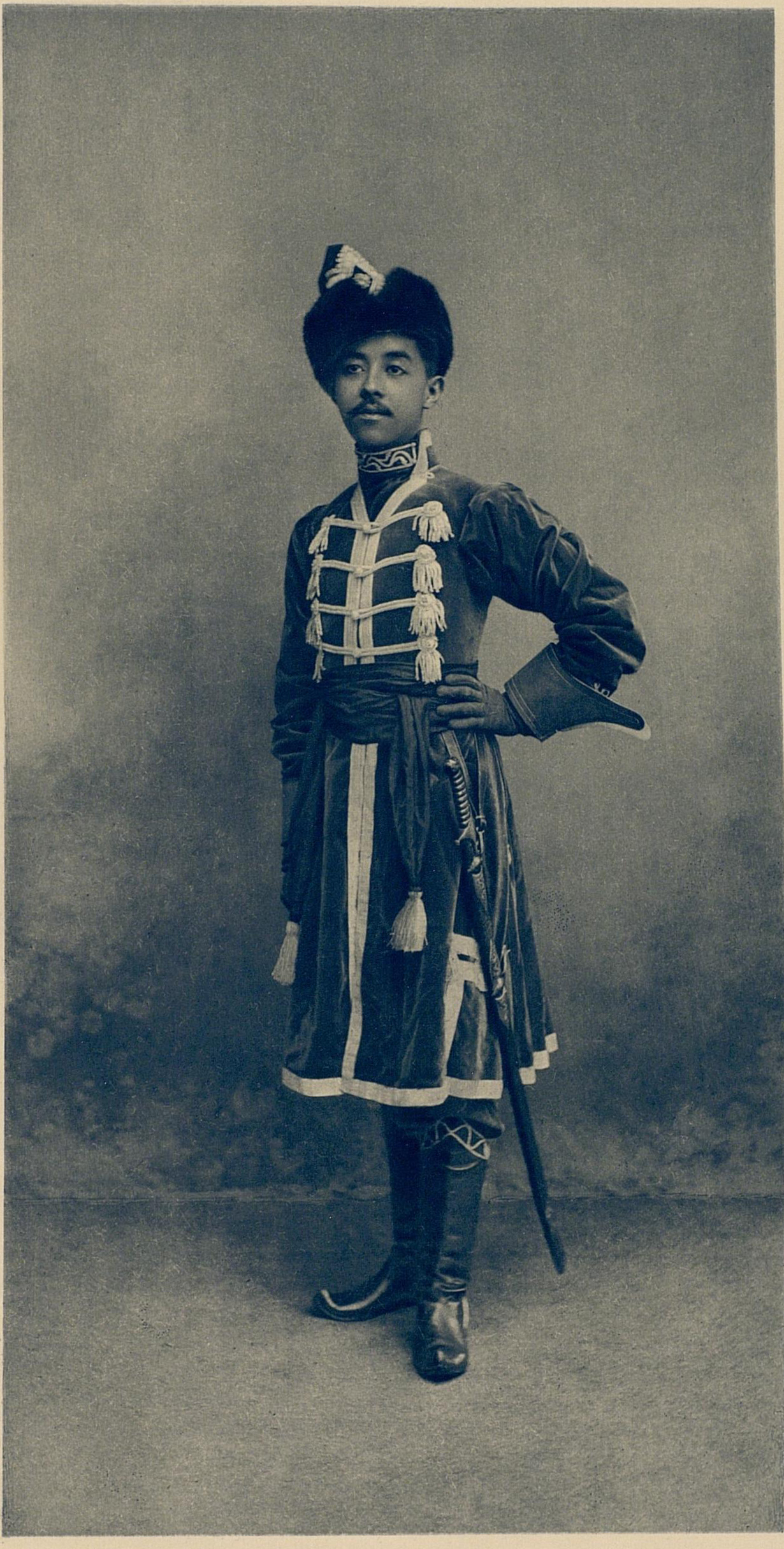
Принц Сиама (ныне Таиланд) Чакрабон

Несколько костюмов, в которые были одеты участники этих празднеств, сохранились в фондах Эрмитажа. Они поступили в музей из различных источников: из дворцов, принадлежавших членам императорской фамилии (Зимнего и Ново-Михайловского), из особняков петербургской знати (Юсуповых, Голицыных, Бобринских).

## В культуре
- В 1911 году на немецкой фабрике карточных игр фирмы Дондорф (Франкфурт-на-Майне) были разработаны эскизы для колоды игральных карт «Русский стиль» — с фигурами в костюмах, повторяющих костюмы участников бала. Карты были отпечатаны в Петербурге на Александровской мануфактуре, их выход приурочили к празднованию 300-летия дома Романовых.
- Один из костюмов королевы Амидалы («Звёздные войны. Эпизод II. Атака клонов») — золотой дорожный костюм (Gold Travel Costume) основан на русском народном костюме с кокошником[8], известном на западе по снимкам с Костюмированного бала.
- Режиссёр Александр Сокуров посвятил несколько минут в своём фильме «Русский ковчег» (2001) этому балу.